# Los Ángeles Uno
Los Ángeles Uno är en ort i Mexiko.   Den ligger i kommunen Oaxaca de Juárez och delstaten Oaxaca, i den sydöstra delen av landet, 400 km sydost om huvudstaden Mexico City. Los Ángeles Uno ligger 1 667 meter över havet och antalet invånare är 348.
Terrängen runt Los Ángeles Uno är varierad. Runt Los Ángeles Uno är det tätbefolkat, med 881 invånare per kvadratkilometer. Närmaste större samhälle är Oaxaca de Juárez, 6,9 km söder om Los Ángeles Uno. Omgivningarna runt Los Ángeles Uno är en mosaik av jordbruksmark och naturlig växtlighet.